# Pohang-Stadion
Das Pohang-Stadion ist ein Fußballstadion in der südkoreanischen Stadt Pohang, Gyeongsangbuk-do. Das Stadion wurde 1971 eröffnet. 
Das Stadion wurde von 1987 bis 1989 von den Pohang Steelers als Heimspielstätte genutzt. 2013 kehrten sie für ein Heimspiel nochmals zurück in das Stadion.